# Monchiero
Monchiero (piemontiul: Moncé) település Olaszországban, Piemont régióban, Cuneo megyében. Lakosainak száma 570 fő (2023. január 1.). Monchiero Lequio Tanaro, Monforte d’Alba, Novello és Dogliani községekkel határos.

## Népesség
A település lakossága az elmúlt években az alábbi módon változott:
| Lakosok száma | 583  | 589  | 570  |
|               | 2017 | 2018 | 2023 |